# Uğur Aygören
Uğur Aygören (* 8. Juli 1994 in Istanbul) ist ein türkischer Fußballspieler.

## Karriere
Aygören spielte für die Nachwuchsabteilungen Çanakkale Barbarosspor, Erdekspor und Balıkesirspors. Bei Letzterem erhielt er 2014 einen Profivertrag und wurde wenig später für die Dauer von zwei Spielzeiten an den Viertligisten Dardanelspor ausgeliehen. Die Rückrunde der Saison 2016/17 verbrachte er als Leihspieler bei Türk Metal Kırıkkalespor.
Im Januar 2019 wechselte er zum Ligarivalen Ümraniyespor.